# Segunda batalla de Tiocajas
La Segunda batalla de Tiocajas fue un presunto enfrentamiento militar librado a inicios del siglo XVI. El nudo de Tiocajas es una llanura que divide los cauces de los ríos Chambo y del Chanchán, por su ubicación estratégica fue escenario de varios combates. Por eso mismo se hallaba en ella un pucara llamado Atapo.

## Antecedentes
A finales del siglo XV el Sapa Inca Túpac Yupanqui sometió a las tribus del actual Ecuador, incluyendo a los quitus, caras, puruháes, cañaris, paltas y demás, sin embargo, entre 1510 y 1520 aproximadamente, estas etnias se sublevaron.
Todo empezó en la isla Puná, donde los nativos invitaron al Sapa Inca Huayna Cápac a asistir a una ceremonia en la que se sometería a su autoridad. Sin embargo, el cacique isleño Tumbala junto a sus vecinos de Tumbiz planeaban el asesinato del monarca. Cuando la guardia imperial partió en balsas desde dicha ciudad a la isla fueron atacados por mar y tierra resultando masacrados. Pero el Inca no estaba presente, cuando lo supo atacó ambos lugares, masacró a los varones adultos y ejecutó a sus caciques.
A esto le siguieron varias revueltas en diversos puntos del norte del Tawantisuyo. Los chachapoyas se alzaron en armas, pero cuando el ejército incaico avanzó contra ellos todos los hombres adultos huyeron a los bosques, un grupo de mujeres terminó por encontrarse con el Inca en Cajamarquilla dirigidas por Cuychaculla, antigua esposa de Túpac Yupanqui, quien lo convenció de perdonar a los rebeldes que se volvieron sus leales súbditos.
Ante la aparente debilidad del emperador cusqueño el poderoso curaca Cacha (Caccha) logró unificar una gran cantidad de tribus y sublevar toda la región septentrional del imperio. Secundado por su general y primo Calicuchima (Talcuchimani), su hermano Pinto (Píntag, Píntac), el jefe de los cayambis, y Nazacota de Puento, los curacas Cantu y Quilago (Quillango), señora de Cochasquí, Cacha se apoderó de Mocha, Liribamba y Tixán pero cuando trató de sublevar a los cañaris estos lo rechazaron y optaron por la lealtad al Inca. Algunas guarniciones cusqueñas resistieron en sus pucarás y quedaron aisladas donde resistieron hasta la llegada de refuerzos, como en el caso de Quitu.
Huayna Cápac reunió un gigantesco ejército para someter a los rebeldes definitivamente, unos 200 000 hombres, la mayor fuerza reunida alguna vez por los incas. Al parecer Cacha consiguió finalmente tomar Quitu y expulsar a su gobernador, Chalco Mayta, y a todos los colonos quechuas, collas y aymaras de la región. El Inca avanzó con sus ejércitos al norte reconquistando todo a un gran coste pero siempre reforzado por nuevos contingentes venidos desde el sur, los rebeldes usaron una política de tierra arrasada, destruyendo todo al retroceder ante el incontenible avance inca, incluida la mismísima Quito.
El Inca tomó los fuertes de Achupallas y Pumallacta mientras los quiteños fortificaron el fuerte de Atapo.

## La batalla
Al comenzar los enfrentamientos las tropas cusqueñas estaban Charicanto, al sur de la planicie, y los quiteños atrincheraros en Atapo, en el norte. Tras varios meses de escaramuzas sin importancia finalmente el Inca dio la orden de lanzar un ataque masivo contra la fortaleza.
Este duro varios días, dejando miles de muertos en los constantes combates y a ambos bandos muy debilitados. Al parecer esto llevó a Calicuchima a lanzar un último contraataque para expulsar de la planicie a los cusqueños. El Inca noto las intenciones de su rival y optó por presentar batalla frontalmente en la llanura. En su vanguardia formó a los cañaris seguido del grueso de sus ejércitos y finalmente su guardia imperial formada por nobles (Orejones). Se dice que Caccha presencio la batalla pero por una imposibilidad física (enfermedad o herida, no se sabe) no pudo combatir ni dirigir sus tropas.
La batalla empezó al mediodía y duro hasta el atardecer cuando los pulucaris (soldados quiteños, sus rivales eran llamados aucarunas) hicieron retroceder a los Orejones, todo empezó a indicar que la victoria sería para los quiteños. Sin embargo, en ese momento, el flanco izquierdo de los pulucaris huyó en desbandada, al parecer por la traición de sus oficiales, lo que aprovechado por los Orejones para lanzar un contraataque que le permitió envolver a los rebeldes y hacerles romper filas.
Calicuchima intento reordenar a sus tropas y detener su huida para que no fueran masacradas durante la persecución pero fue inútil, y además el general fue asesinado por uno de sus oficiales cuando intentaba retirarse. Esto se debía a que los incas tenían por costumbre enviar infiltrados para comprar con regalos y promesas de recompensa a los oficiales enemigos, algo que supieron llevar a cabo muy bien en los varios meses de batallas y negociaciones anteriores.

## Consecuencias
Rota la línea defensiva de Tiocajas Cacha y los oficiales sobrevivientes organizaron la defensa de los fuertes de Pasñag, Galte y Chipo. Pero estos no resistieron el avance cusqueño, motivando al ejército de rebeldes huyó a Puruguaya Grande (o Urcullasu, según Garcilaso de la Vega), la comarca de los puruháes, la que fue arrasada por Huayna Cápac (de igual modo actuó su padre años atrás en dicha región). Cacha intento detenerlo en la batalla de Taguala-Xunxi o Tahualá-Xunxi pero fue de nuevo derrotado por los generales cusqueños Chalco Mayta y Michi (Mihi). Se dice que esta batalla y una posterior en Luissa fueron tan terribles e importantes que el propio monarca llegó con refuerzos a dirigir la campaña hasta que finalmente tomo Liribamba, capital de los puruháes, aunque su intención original era saquearla el Inca ante la hermosura del lugar optó por preservarlo. Tras esto desposó a Quispi Duchicela, hija del gobernador de Licto para aliarse con este, luego asedio y tomó el fuerte de Anguato o Gatazo Tras esto enfrentó a Pillahuaso, gobernador de Píllaro, al que capturó y perdonó, casándose con una de sus hijas y convirtiéndolo en su consejero.
Tras esto Cacha retrocedió a Mocha pero tras las derrotas en Taguala-Xunxi y Luissa su nuevo general en jefe, Montán, no tenía como contener a los generales Chalco Mayta y Michi y esta cayó en poder inca. Montán fue capturado y enviado a Cusco donde murió en prisión. El Inca avanzó a Lli y capturó a la curaca Quillango, según cuenta la historia, debido a su belleza fue perdonada y liberada por el monarca pero esta inmediatamente planeo asesinarlo pero este enterado la ejecutó con sus propias manos.
Finalmente la ofensiva inca llegó a los restos de la ciudad de Quitu, que fue destruida por los propios rebeldes, Huayna Cápac paso gran parte de su vida reconstruyendo la urbe. En tanto que los rebeldes se refugiaron aún más al norte, en las comarcas Cochasquí, Cayambe, Caranqui y Otavalo, pobladas por gentes con conocidas costumbres guerreras.
Para evitar que escaparan más al norte el Sapa Inca envió a su general Auqui Toma a pacificar a los pueblos más septentrionales de su imperio, los pastos y quillacingas del actual sur de Colombia. Pero estas tribus resultaron muy feroces, la división de Auqui Toma fue emboscada y destruida en el Quillacinga con apoyo de los carangues del cacique Otavalo, por lo que tuvieron que enviar refuerzos al mando de los jóvenes príncipes Atahualpa y Ninan Cuyuchi, los que destacaron por su valor. Al final Otavalo fue capturado y ejecutado. Atahualpa perdió una oreja en dicha campaña (hacia 1515).
Gracias a esto Cacha ya no pudo retroceder más al norte por lo que se vio a presentar una última batalla, en la que fue derrotado y muerto, en Atuntaqui.